# 森﨑東
森﨑 東（もりさき あずま、1927年11月19日 - 2020年7月16日）は、日本の映画監督、脚本家である。

## 経歴
1927年11月19日、長崎県島原市に生まれる。京都大学法学部を卒業。
1956年、松竹京都撮影所に入社する。
1965年、大船撮影所に移籍し、野村芳太郎監督や山田洋次監督の助監督、脚本を手がける。
1969年、『喜劇 女は度胸』で監督デビュー。以降、『男はつらいよ フーテンの寅』をはじめとする喜劇を撮り続ける。
1971年、一連の作品により、芸術選奨新人賞を受賞する。
1974年、フリーとなる。
1977年、居酒屋で口論となった学生の伊藤裕一を『黒木太郎の愛と冒険』の脚本製作に誘い、映画監督を目指す青年「伊藤銃一」役としても起用し、制作。
1985年、『生きてるうちが花なのよ死んだらそれまでよ党宣言』を発表。
1996年、『美味しんぼ』を監督する。
2003年、第4回東京フィルメックス審査員を務める。2004年、『ニワトリはハダシだ』が第17回東京国際映画祭コンペティション部門に出品され、最優秀芸術貢献賞を受賞した（同作は第54回ベルリン国際映画祭フォーラム部門の招待作品にもなっている）。
2005年、芸術選奨文部科学大臣賞を受賞。
2013年、9年ぶりの新作となる『ペコロスの母に会いに行く』を発表、第87回キネマ旬報ベスト・テンで日本映画1位に選ばれた。
2014年、体調不良で欠席予定だった『黒木太郎の愛と冒険』上映イベントに体調不良を押して途中から参加した。
2020年7月16日午後10時15分、神奈川県茅ヶ崎市内の病院に於いて脳梗塞のため亡くなった。92歳だった。
没後の2020年11月21日から12月11日までシネマヴェーラ渋谷で特集上映「追悼特集 森﨑東党宣言！」が、翌年2021年の7月24日から9月3日まで大阪のシネ・ヌーヴォで「一周忌追悼特集 : 森﨑東 “たった一人の反乱的美学” Azuma Morisaki, retrospective」が開催された。

## フィルモグラフィー

### 映画（脚本）
- 女の一生（1967年）
- さそり (1967年)
- やればやれるぜ全員集合!!（1968年）
- 喜劇 夫婦善哉（1968年）
- 惚れた強み（1968年）
- こわしや甚六（1968年）
- 吹けば飛ぶよな男だが（1968年）
- 日本ゲリラ時代（1968年）
- 喜劇 一発大必勝（1969年）
- 男はつらいよ（1969年）
- ドリフターズですよ!特訓特訓また特訓（1969年）
- いい湯だな全員集合!!（1969年）
- メス（1974年）
- ダンプ渡り鳥（1981年）
- ソクラテス（1996年）
- 白い犬とワルツを（2002年）

### 映画
- 喜劇 女は度胸（1969年）- 監督・脚本
- 喜劇 男は愛嬌（1970年）- 監督・脚本
- 男はつらいよ フーテンの寅（1970年）- 監督
- 高校さすらい派（1970年）- 監督・脚本
- 喜劇 女は男のふるさとヨ（1971年）- 監督・脚本
- 喜劇 女生きてます（1971年）- 監督・脚本
- 喜劇 女売り出します（1972年）- 監督・脚本
- 生まれかわった為五郎（1972年）- 監督・脚本
- 女生きてます 盛り場渡り鳥（1972年）- 監督・脚本
- 野良犬（1973年）- 監督
- 藍より青く（1973年）- 監督・脚本
- 街の灯（1974年）- 監督・脚本
- 喜劇 特出しヒモ天国（1975年）- 監督
- 黒木太郎の愛と冒険（1977年）- 監督・脚本
- 時代屋の女房（1983年）- 監督
- ロケーション（1984年）- 監督・脚本
- 生きてるうちが花なのよ死んだらそれまでよ党宣言（1985年）- 監督・脚本
- 塀の中の懲りない面々（1987年）- 監督
- 女咲かせます（1987年）- 監督・脚本
- 夢見通りの人々（1989年）- 監督[20]
- 釣りバカ日誌スペシャル（1994年）- 監督
- 美味しんぼ（1996年）- 監督
- ラブ・レター（1998年）- 監督
- ニワトリはハダシだ（2004年）- 監督・脚本
- ペコロスの母に会いに行く（2013年）- 監督

### 出演
- 世界の終わりという名の雑貨店（2001年　監督・脚本：濱田樹石）
- ETV特集『記憶は愛である～森﨑東・忘却と闘う映画監督～』[21]（2013年12月21日　NHK教育テレビジョン）

### テレビ映画・テレビドラマ
- 泣いてたまるか 第70話「まごころさん」（1968年、TBS）- 脚本
- 男はつらいよ（1968年 - 1969年、フジテレビ）- 脚本
- ドカンと一発!（1968年 - 1969年、TBS）- 脚本
- 笑ってよいしょ（1968年、日本テレビ）- 脚本
- すかぶら大将（1969年、フジテレビ）- 脚本
- 今日夢人間（1973年、NHK）- 脚本
- 火曜ドラマシリーズ「ちょっとしあわせ」（1974年 - 1975年、NET）- 脚本
- わが楽園（1975年、NHK）- 脚本
- はぐれ刑事（1975年、日本テレビ）- 監督
  - 第5話「偽証」
  - 第6話「姉弟」
- 長崎犯科帳（1975年、日本テレビ）- 監督
  - 第6話「虎の罠を噛み破れ」
  - 第23話「風の噂の孫七郎」
- あがり一丁!（1976年、日本テレビ）- 脚本
- 欲望の河（1976年、東海テレビ）- 監督
- 青春の甘き香り（1977年、東海テレビ）- 監督・脚本
- 新・必殺からくり人・東海道五十三次殺し旅 最終回「京都」（1978年、ABC） - 監督
- 翔べ! 必殺うらごろし（1978年、ABC）- 監督
  - 第1話「仏像の眼から血の涙が出た」
  - 第2話「突如奥方と芸者の人格が入れ替わった」
- ハッピーですか?（1978年、日本テレビ） - 脚本
- 幽霊海岸（1978年、テレビ朝日） - 監督
- 熱中時代（1978年 - 1979年、日本テレビ） - 脚本
- 田舎刑事 まぼろしの特攻隊（1979年、テレビ朝日） - 監督
- 俺が愛した謎の女（1979年、読売テレビ） - 監督
- 帝銀事件 大量殺人・獄中32年の死刑囚（1980年、テレビ朝日） - 監督
- 妻の失ったもの（1981年、読売テレビ） - 監督
- カムバック・ガール（1982年、毎日放送）- 脚本
- 妻は何を見たか（1982年、テレビ朝日） - 監督
- 天使が消えていく（1982年、福岡放送） - 監督
- 花嫁のアメリカ（1982年、読売テレビ） - 監督
- 妻は何をしたか（1983年、テレビ朝日） - 監督
- 妻は何を感じたか（1983年、テレビ朝日） - 監督
- 赤い妄執（1983年、読売テレビ） - 監督
- ニュードキュメンタリードラマ昭和 松本清張事件にせまる 第1回「昭和20年8月15日 終戦日の荷風と潤一郎」（1984年、テレビ朝日）- 監督
- 赤い本能（1984年、読売テレビ） - 監督
- 赤い罠（1985年、読売テレビ） - 監督・脚本
- 遺言状戦争（1985年、読売テレビ） - 監督・脚本
- 喜劇・ああ結婚式（1986年、読売テレビ） - 監督・脚本
- 喜劇・ああ出産（1986年、読売テレビ） - 監督・脚本
- 家族の肖像（1987年、読売テレビ） - 監督
- ああ離婚（1987年、読売テレビ） - 監督・脚本
- 喜劇・ああ未亡人（1988年、読売テレビ） - 監督・脚本
- 帰郷（1988年、読売テレビ） - 監督
- 妻の疑惑（1989年、読売テレビ） - 監督
- 金のなる木に花は咲く（1990年、読売テレビ） - 監督
- 弟よ！（1990年、日本テレビ） - 監督・脚本
- 離婚・恐婚・連婚（1990年、日本テレビ） - 監督
- 火曜サスペンス劇場（日本テレビ）
  - 誤算（1992年） - 監督
  - 朝比奈周平ミステリー４　木曽路殺人事件（1992年） - 監督
  - わが町II（1993年） - 監督
  - 地方記者立花陽介１　伊豆下田通信局（1993年） - 監督
  - 地方記者立花陽介２　伊賀上野通信局（1993年） - 監督
  - 新任判事補１（1994年） - 監督
  - 新任判事補２（1995年） - 監督
  - 転勤判事１（1997年） - 監督
  - 苦い夜（1999年） - 監督

## 著書
- 『頭は一つずつ配給されている』パピルスあい 発行、社会評論社 発売、2004年8月。ISBN 4-7845-9101-X。

## 関連文献
- 野原藍 編『にっぽんの喜劇えいが PART2 森崎東篇』映画書房、1984年。
- 松本健一『昭和に死す 森崎湊と小沢開作』新潮社、1988年。ISBN 978-4103684015。
- 藤井仁子 編『森﨑東党宣言!』インスクリプト、2013年。ISBN 978-4-900997-40-0。